# Tetralonia iberica
Tetralonia iberica är en biart som beskrevs av Dusmet y Alonso 1926. Tetralonia iberica ingår i släktet Tetralonia och familjen långtungebin. Inga underarter finns listade i Catalogue of Life.